# Комуністична революція
Комуністична революція — це пролетарська революція, яка здійснює перехід від капіталістичної суспільно-економічної формації до комуністичної.
Відповідно до класичної марксистської теорії, комуністична революція — пролетарська революція у передових капіталістичних країнах, у ході якої відбувається взяття політичної влади робітничим класом, експропріація класу капіталістів, знищення поділу суспільства на класи, ліквідація експлуатації людини людиною з урахуванням суспільної власності коштом виробництва.
Ленінізм стверджує, що комуністичну революцію повинна очолювати передова група «професійних революціонерів», яка має бути повністю присвячена комуністичній справі і яка потім може стати ядром революційного руху. Деякі марксисти не погоджуються з ідеєю передової групи, як її висловив Ленін, особливо ліві комуністи. Деякі, які продовжують вважати себе марксистами-леніністами, також проти передової групи, незважаючи на розбіжності. Ці критики наголошують, що ввесь робочий клас — або принаймні велика його частина — повинен глибоко присвячувати себе соціалістичній або комуністичній справі, аби пролетарська революція була успішною. Для досягнення цієї мети вони намагаються створити масштабні комуністичні партії з великою кількістю членів.